# Kościół Zesłania Ducha Świętego w Aleksandrowie Łódzkim
Kościół Zesłania Ducha Świętego w Aleksandrowie Łódzkim – rzymskokatolicki kościół parafialny należący do parafii pod tym samym wezwaniem (dekanat aleksandrowski archidiecezji łódzkiej).
Pozwolenie na budowę świątyni zostało wydane przez burmistrza Aleksandrowa Łódzkiego w dniu 30 września 2003 roku, budowa rozpoczęła się w dniu 5 maja 2004 roku. Projektowany budynek świątyni posiada jedną kondygnację, jest trzynawowy z chórem i kaplicą boczną, w części budowla jest podpiwniczona, w części frontowej znajduje się wieża. Konstrukcja świątyni w systemie tradycyjnym jest murowana z cegły, stropy i słupy powstały z żelbetu, więźba dachowa jest drewniana, pokrycie zostało wykonane z blachy miedzianej. Projektantami świątyni są – architekci z Biura Projektowego i Inwestycji Budownictwa „W.J. Jurasz” s.c. w Mielcu: mgr inż. architekt Wojciech Juraszek – główny projektant, mgr inż. architekt Magdalena Hasek –projektant, mgr inż. architekt Elżbieta Smyrska.